# 貢寮區
25°01′19″N 121°54′36″E / 25.0220426°N 121.9100822°E
貢寮區，舊稱「摃仔寮」，前身「貢寮鄉」，位於臺灣新北市東北端，是臺灣本島地理位置最東端的三級行政區，其境內東側的三貂角為臺灣本島最東點。全境海岸地形複雜，海岸線長約30公里，沿岸灣澳地形形成天然漁港，轄有九處漁港，為臺灣本島之最。
1980年代以後成為核四廠的設置地點，居民因對核能安全的疑慮而多持反對立場，後於1994年發起反核公投，使其成為臺灣首個由官方政府機關舉辦公民投票的鄉鎮市區。三貂角燈塔、福隆海水浴場、馬崗漁村為主要的觀光景點。

## 歷史
本區古名摃仔寮，「摃仔」是臺灣北部的凱達格蘭巴賽語「Kona」的漢譯，原意係捕捉野獸的「陷阱」，而為了等候捕捉山獸，在陷阱附近搭建的草寮，就稱「摃仔寮」。
本區古為一片荒野，是巴賽族人聚落與狩獵之地，時名叫做「Ki-vanow-an」。
1626年，西班牙海軍初到臺灣，航行到今日的三貂角一帶，在此地登陸，遂以基督教的聖人耶穌十二門徒之一聖雅各（西班牙語：Santiago，又拼寫為 ；荷蘭文獻記為；音譯聖地牙哥）為所登陸的岬角命名，現在習稱的三貂角就是「聖地牙哥」音譯而成。但在西班牙統治這整個三貂地區，巴賽族人也不叫自己生活領域為「三貂社」而叫做「Kivanowan」（基瓦諾灣）。當時西班牙人在以貢寮區為主之地區設省為「哆囉滿」（Turoboan）。
在漢人勢力進入這地區以後，「Kivanowan」這個稱呼已不復存在，「三貂」這個名稱卻被保留下來，並用來當作整個區域的總稱，其他譯名也有稱做「山朝」或「三朝」者。
1773年至1795年，漳人吳沙招募一批墾民來此開墾。寄居本區丹裡（仁里里）因三十六社平埔族，散處在近港附近，時漢人極少進入，而吳沙通平埔族人語言，生性任俠、重信用、講義氣，與先住民通市甚得喜愛。日久一批窮困潦倒漢人前來投靠，並發給每人米一斗、斧一柄。入山採樵抽籐，於是投靠的人日漸增多，闢地也益廣，「槓仔寮」也一直沿用的地名。

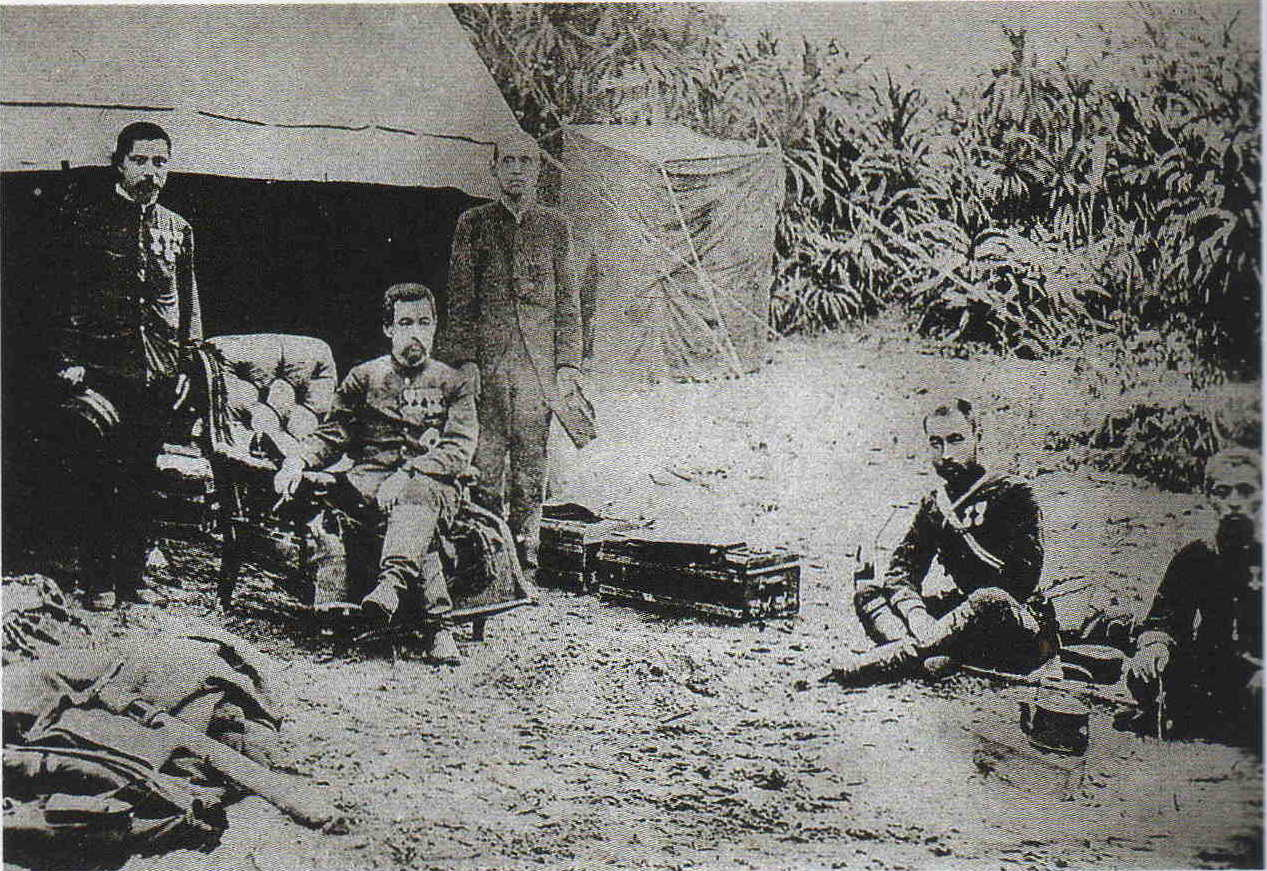
1895年（明治二十八年）北白川宮能久親王於澳底就地紮營

1895年，乙未戰爭之時，日本的近衛師團由北白川宮能久親王統率，於5月29日（5月6日）自澳底（現為鹽寮公園）登陸臺灣，並在澳底設立行宮（即仁和宮現址）。大正九年(1920年)實施地方官制改正，將「槓仔寮區」簡化改設貢寮庄。1945年台灣由中華民國接管後改稱為臺北縣貢寮鄉，2010年12月25日，臺北縣升格為新北市後，貢寮鄉改稱貢寮區。

## 地理
貢寮區位居臺灣最東北角，東臨太平洋，為新北市唯一臨太平洋的行政區，南接臺灣省宜蘭縣頭城鎮，西接雙溪區，北接瑞芳區，係新北市最東端的區鎮，總面積99.9680平方公里，為濱海丘陵地型，昔日以盛產海鮮名聞遐邇，本區『親山近水』美景，更是北臺灣最佳旅遊勝地。
貢寮境內的龍門被選為台電龍門核能發電廠（通稱核四廠）之設置地點，當地「反核四」運動自電廠規劃以來數十年間歷經多次停建、續建政策爭執，名噪四方。
本區地處大陸沿岸流與菲律賓洋流交匯黑潮帶，海洋資源非常豐富，且為雪山山脈之起點。境內群巒起伏，翠嶺層疊、景致極為優美，且有能登高望遠的草嶺古道，近覽綿延長達30多公里海岸線，奇岩嶙峋、灣岬相間、蜿蜒有致，令人心曠神怡，沿岸鬼斧神工的海蝕地形與平坦岩灘交錯，更有長達三公里的金黃沙灘，不啻為登山、賞景、釣魚、浮潛、戲水的天堂。

### 地質地形
以三貂角為分界，三貂角以北的龍洞、鼻頭角至和平島的海岸屬沈降海岸地形，山脈與海岸線近乎呈垂直相交，受東北季風及強風巨浪之海蝕作用，多海岬、海灣及海崖。鼻頭角到三貂角，呈大型岬灣地形，如龍洞灣、龍洞岬、澳底、福隆和卯澳。三貂角以南至頭城海岸線，多為斷層海岸，東北、西南走向的地質構造，海岸線較平直，少海灣突岬，大部分為發育良好的海蝕平臺及礫石海岸。

### 危險水域
貢寮區危險水域有七處：
- 石碇溪口
- 舊社沙灘
- 東興宮前方廣場
- 鹽寮沙灘
- 台二線濱海公路85.5k
- 龍洞灣海域
- 澳仔漁港

### 人口
根據新北市政府民政局統計，2024年底貢寮區戶數約4.2千戶，人口約1.1萬人，區內人口最多與最少的里分別是真理里與龍崗里，2024年底兩里人口分別為1,997人與380人。

## 政治

### 歷任首長
| 屆次 | 名字   | 備註 |
| ---- | ------ | ---- |
| 1    | 吳茹川 |      |
| 2    | 吳阿木 |      |
| 3    | 江阿蚊 |      |
| 4    | 江阿蚊 | 解職 |
| 4    | 吳總傑 | 補選 |
| 5    | 吳總傑 |      |
| 6    | 洪進添 |      |
| 7    | 洪進添 |      |
| 8    | 吳清同 |      |
| 9    | 林冬波 |      |
| 10   | 吳清同 |      |
| 11   | 吳清同 |      |
| 12   | 趙國棟 |      |
| 13   | 趙國棟 |      |
| 14   | 陳世男 |      |
| 15   | 陳世男 |      |

| 任次 | 名字   | 備註 |
| ---- | ------ | ---- |
| 1    | 徐溪祥 |      |
| 2    | 朱思戎 |      |
| 3    | 陳文俊 |      |
| 4    | 施玉祥 |      |
| 5    | 鍾耀磊 |      |
| 6    | 柯建輝 |      |

### 區政組織
貢寮區公所是新北市政府在貢寮區的派出機關，在中華民國政府架構中為市政府綜理區政的執行機關，上級業務監督機關為新北市政府。区长由市長任命，其任期為無任期保障。在區長及主任秘書之下，設有4課3室等7個內部單位。

### 行政區
現今貢寮區行政範圍的確立，來自於1920年，日本將臺灣十二廳改為五州二廳，設貢寮庄屬臺北州基隆郡:428。貢寮庄轄貢寮、長潭、枋腳、大石壁坑、下雙溪、遠望坑、田寮洋、澳底、丹裡、雞母嶺、社里、撈洞等12個大字。1946年1月16日，改為「貢寮鄉」，屬臺北縣基隆區:430。1950年，裁撤區署，貢寮鄉改直隸於臺北縣。2010年12月25日，臺北縣改制為直轄市，貢寮鄉改制為市轄區「貢寮區」，隸屬新北市。貢寮區的行政區劃轄有真理里、仁里里、和美里、美豐里、龍門里、貢寮里、雙玉里、龍崗里、吉林里、福隆里、福連里等11個里，共計202鄰。

### 立法委員
- 新北市第十二選舉區：廖先翔

## 文化
貢寮區在考古學上，存在許多台灣史前住民巴賽族（Basai）的遺跡。

### 舊社遺址
民國五十一年（ 1962年 ）盛清沂地表調查發現舊社遺址，位處貢寮區龍門里雙溪出海口北岸之沙丘，當時採集了284件標本，包括陶質標本179件、石器9件。2005 
年國立歷史博物館曾再度進行發掘，文化類型歸為十三行文化晚期舊社類型。台大林朝棨教授於《凱達格蘭族之礦業》〉論述十三行遺址的鐵質石塊，乃煉鐵時所留下的半成品或鐵渣，推論該地居民會煉鐵，并推論福隆、舊社、仁里等遺址也有煉鐵處。另在發掘到的依附銅渣的陶片，推論有煉銅的能力。舊社遺址於過多次發掘歷年出土的遺物中，發現此地確實為居住區，文化層屬最早的舊社類型，推論居民從臺灣史前400年左右才開始居住，並有煉鐵廠的出現。此遺址古住民之習性及生活環境和馬賽人St. Jago社相同，舊社遺址可能是馬賽人三貂社的舊社之一。

### 仁里遺址
馬賽人仁里遺址，位於新北市貢寮區仁里里13鄰，是臺灣北部考古遺址之一。台灣北部之平埔族群，凱達格蘭族最為人知，實際上北台灣平埔族實為多群性，如馬賽人、雷朗人、龜崙人等，擅長從商的馬賽人是一個特殊的族群，在北台灣的族群交流中佔重要地位。在考古學上，馬賽人及噶瑪蘭人的居處，被分類為十三行文化舊社類型。1962年盛清沂地表調查發現仁里遺址，共採集到標本共161件，其中包括陶質標本137件、近代瓷片3件、鐵渣17件、貝類3件、安南銅幣「光中通寶」半個。1981年，陳玉美進行發掘，出土屈肢葬墓葬。劉益昌教授將仁里遺址，文化類型歸為十三行文化中期福隆類型、晚期舊社類型。仁里遺址可能是三貂社的舊社之一，且有可能是凱達
格蘭族的登陸地及落腳居住之處。符合台灣古早住民的生業性格，海路方便漁貨多，陸路有腹地活動，許多條件都符合馬賽人的性格。

### 十三姓遺址
1986年台大人類學系李光周教授地表調查發現十三姓遺址，位於貢寮區龍門里雙溪北岸階地上，為古沙丘地形。十三姓遺址的位置稍微靠內陸，目前可參考的標本量較少，但日常使用的物品齊全。

## 教育

### 國民中學
- 新北市立貢寮國民中學（官網 （页面存档备份，存于））
- 新北市立豐珠中學 （页面存档备份，存于）國中部

### 國民小學
- 新北市貢寮區貢寮國民小學 （页面存档备份，存于）
- 新北市貢寮區和美國民小學 （页面存档备份，存于）
- 新北市貢寮區福隆國民小學 （页面存档备份，存于）
- 新北市貢寮區福連國民小學 （页面存档备份，存于）
- 新北市貢寮區澳底國民小學 （页面存档备份，存于）
- 新北市立豐珠中學 （页面存档备份，存于）國小部

### 圖書館
- 新北市立圖書館貢寮分館

## 交通

### 鐵路

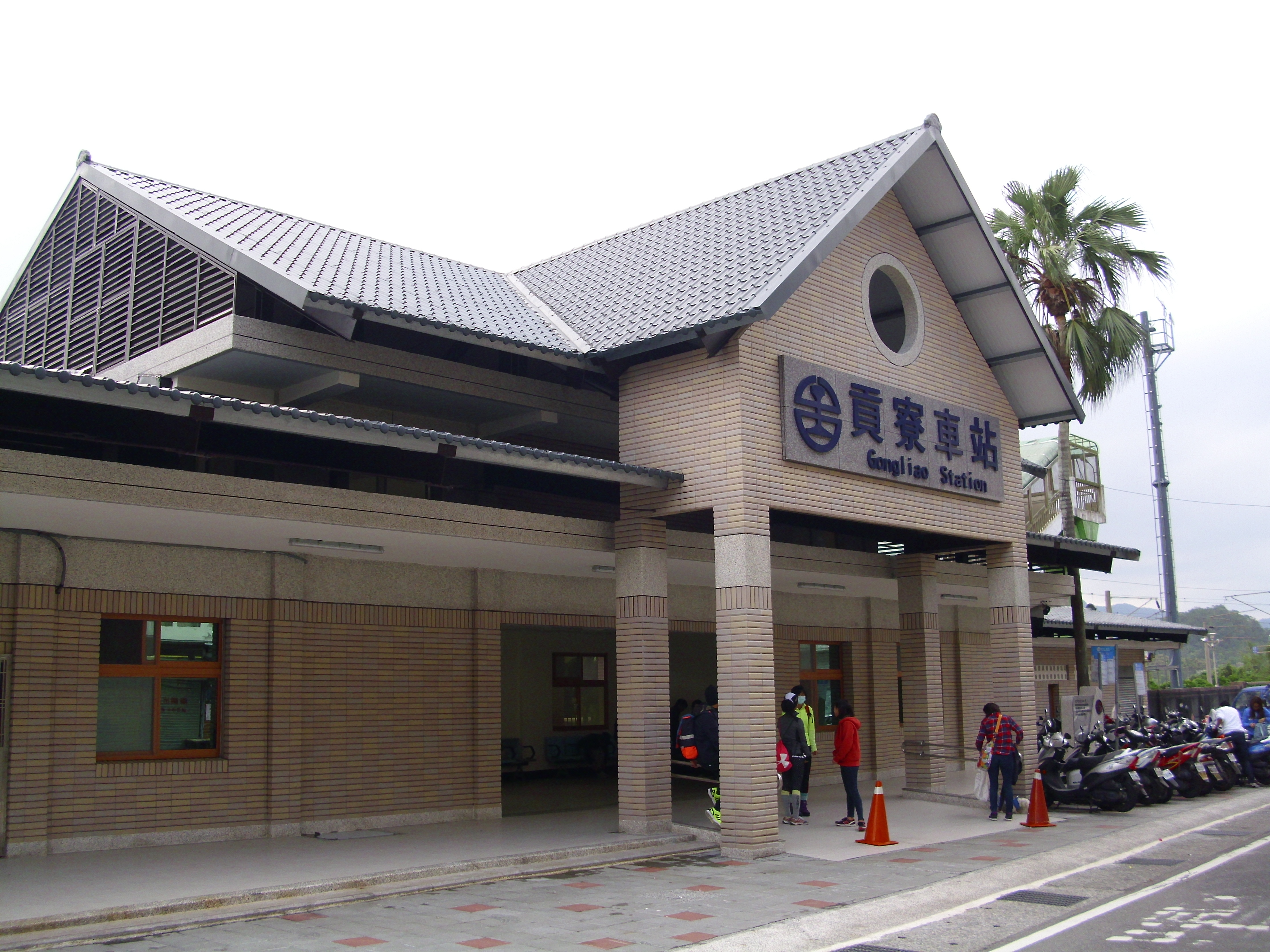
貢寮車站

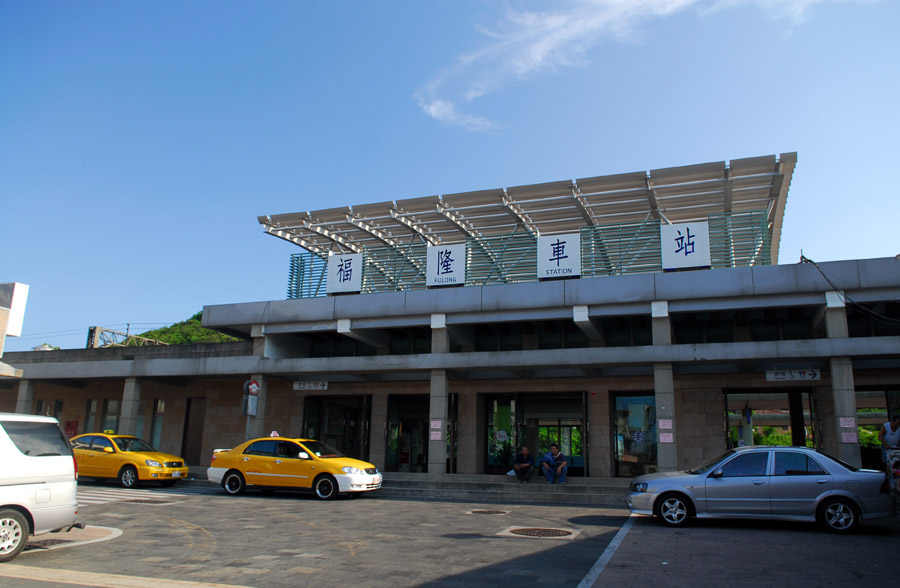
福隆車站

臺灣鐵路管理局
- 宜蘭線：貢寮車站 - 福隆車站

### 公路
- 台2線：北部濱海公路。
  - 台2丙：基福公路。
- 市道102號。
  - 市道102甲 ：雙澳公路。
- 北38線：魚行道路。
- 北40線：貢澳公路。

## 公共設施
警政
- 新北市政府警察局瑞芳分局
  - 瑞芳交通分隊
  - 貢寮分駐所
  - 和美派出所
  - 澳底派出所
  - 吉林派出所
  - 福隆派出所
  - 卯澳派出所

消防

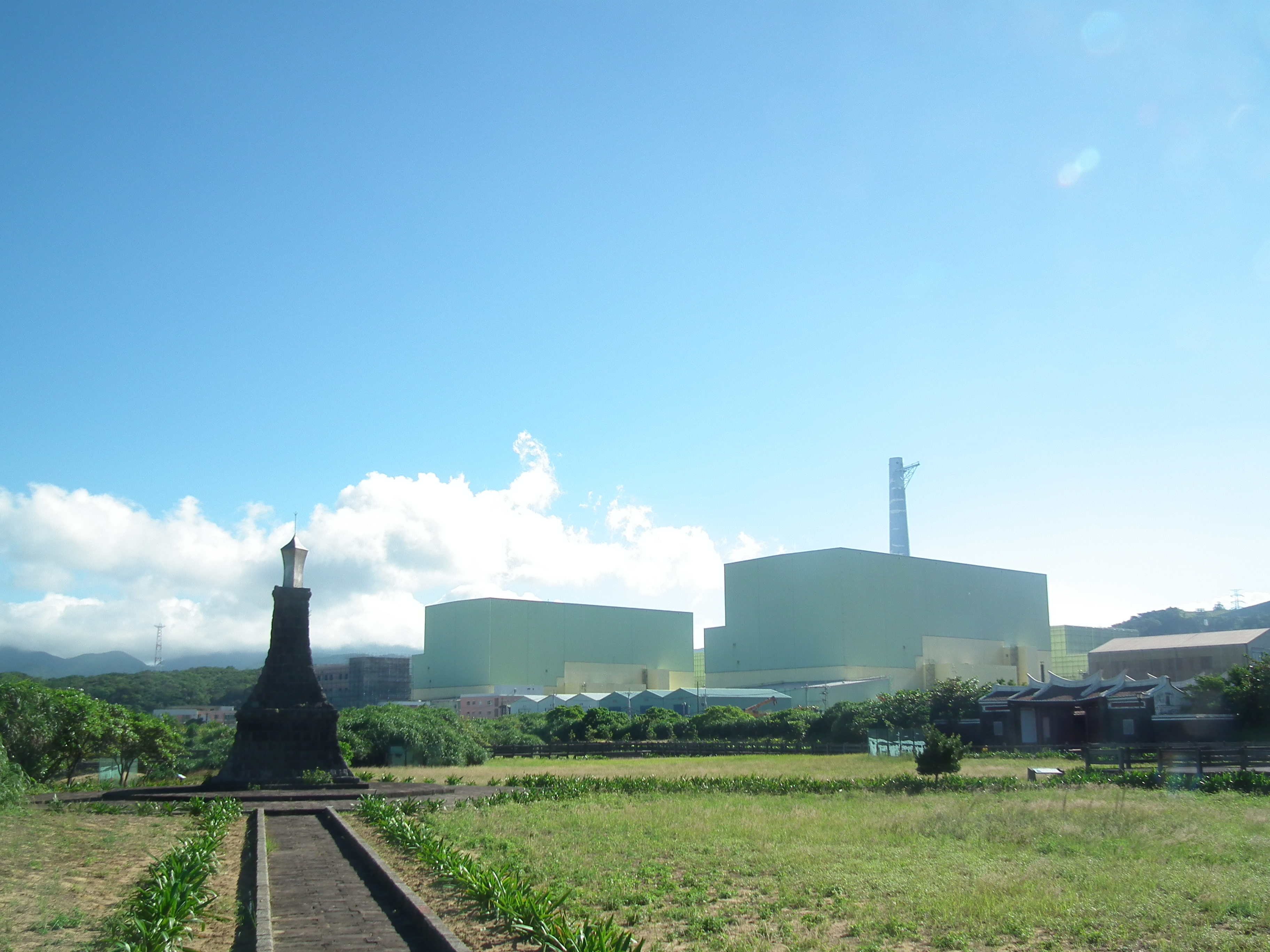
龍門核能發電廠與鹽寮抗日紀念碑

- 新北市政府消防局第六大隊[16]
  - 貢寮分隊

電力
- 台電龍門核能發電廠（核四）

漁港
- 龍洞漁港
- 和美漁港
- 美豔山漁港
- 澳底漁港
- 澳仔漁港
- 龍門漁港
- 福隆漁港
- 卯澳漁港
- 馬崗漁港

建案
- 貢寮澳底捷年GENE 21+：由知名商人呂台年捷年集團、東森新聞台主播王佳婉共同開發建設
- 龍洞四季灣：由東北角暨宜蘭海岸國家風景區管理處委外經營，經營單位置正是捷年集團

## 旅遊

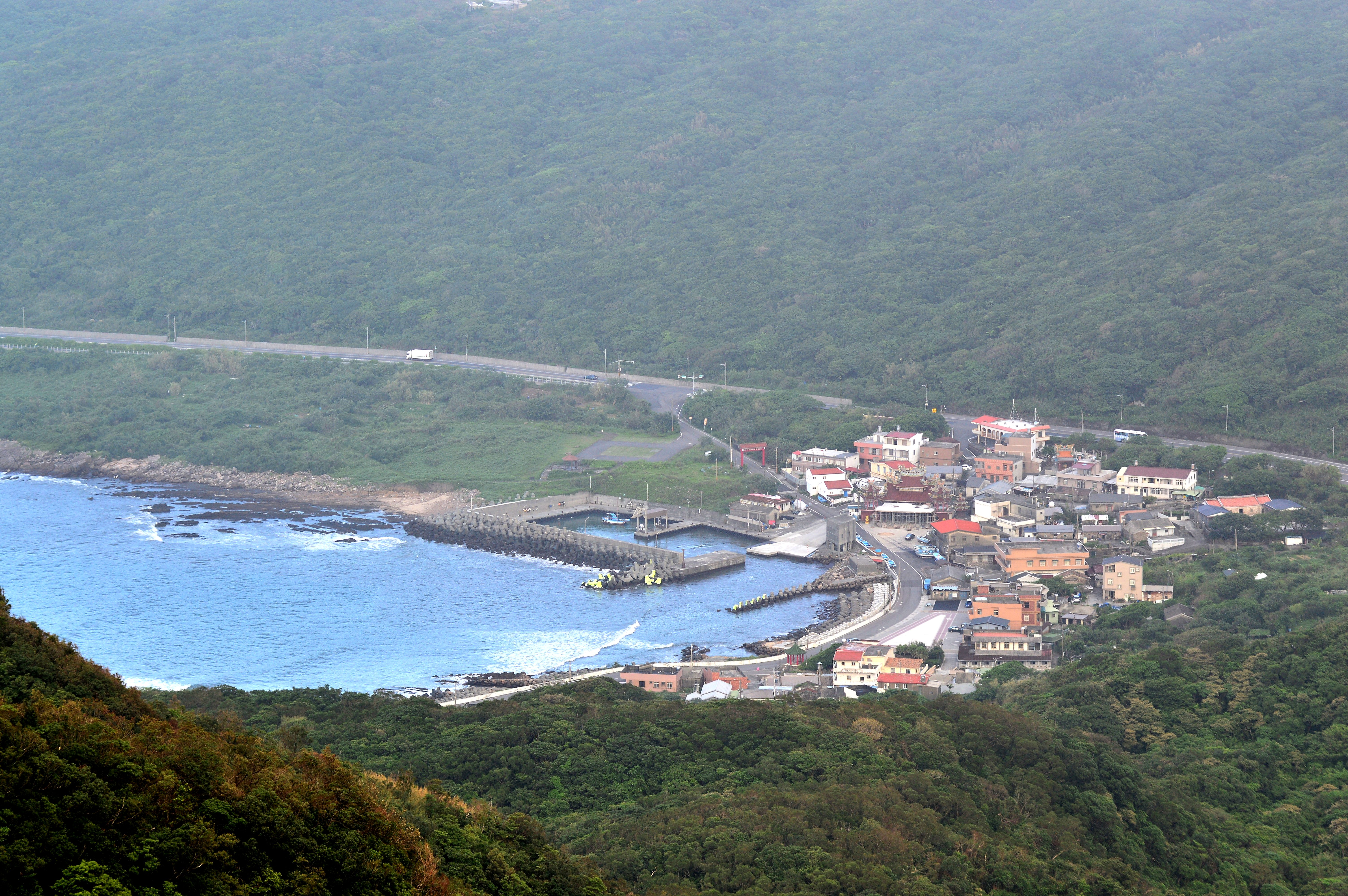
貢寮卯澳漁村
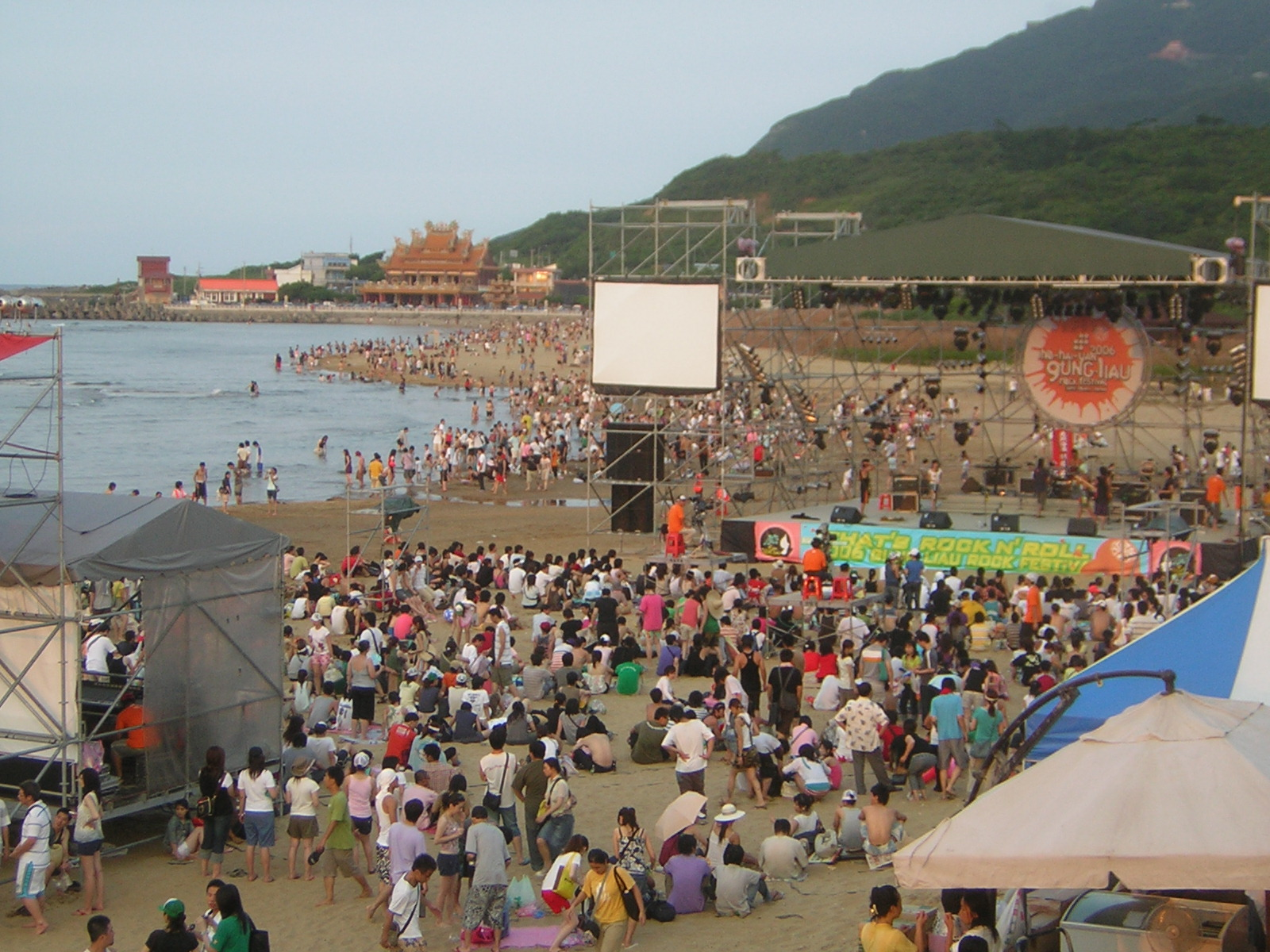
2006年貢寮國際海洋音樂祭
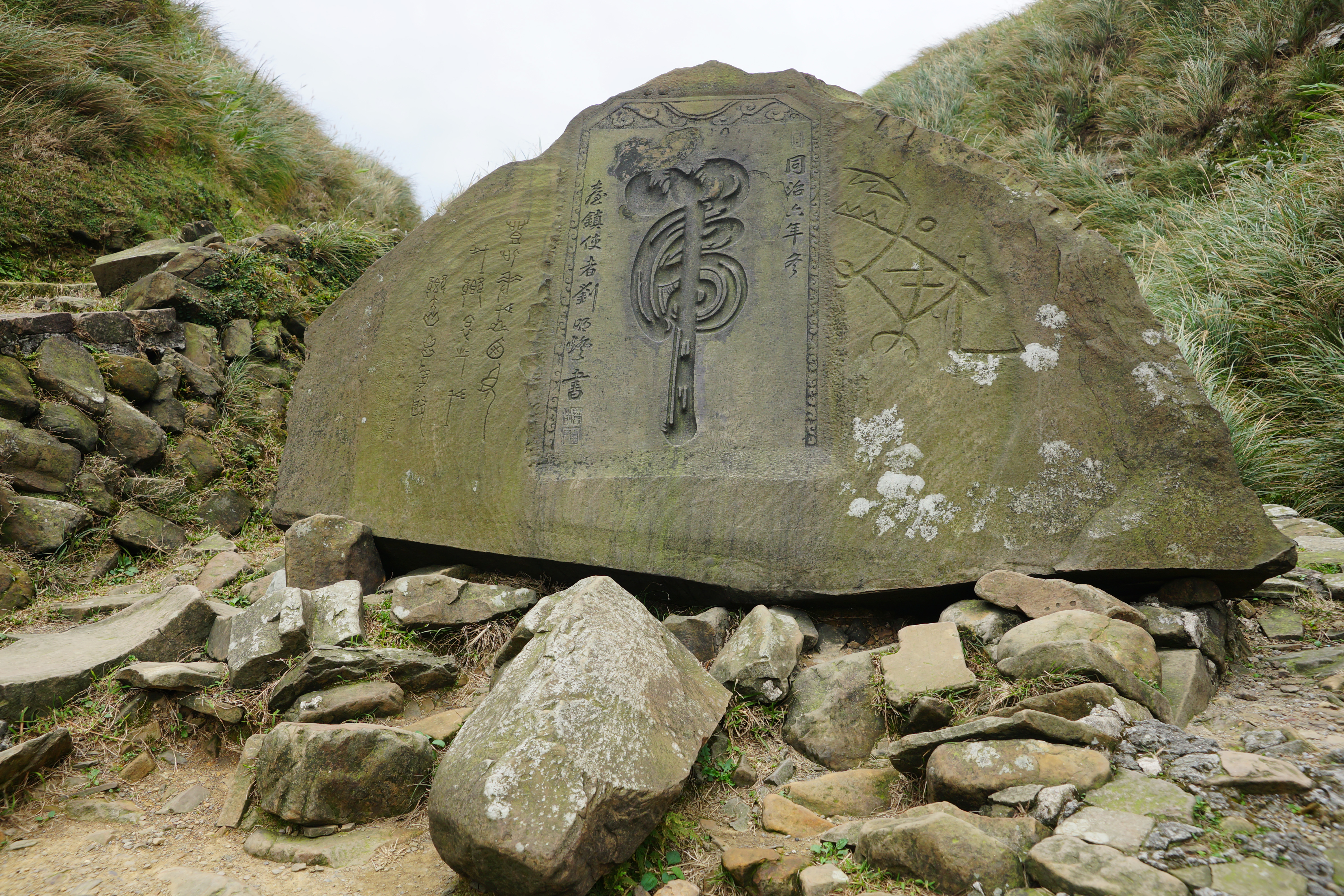
草嶺古道虎字碑
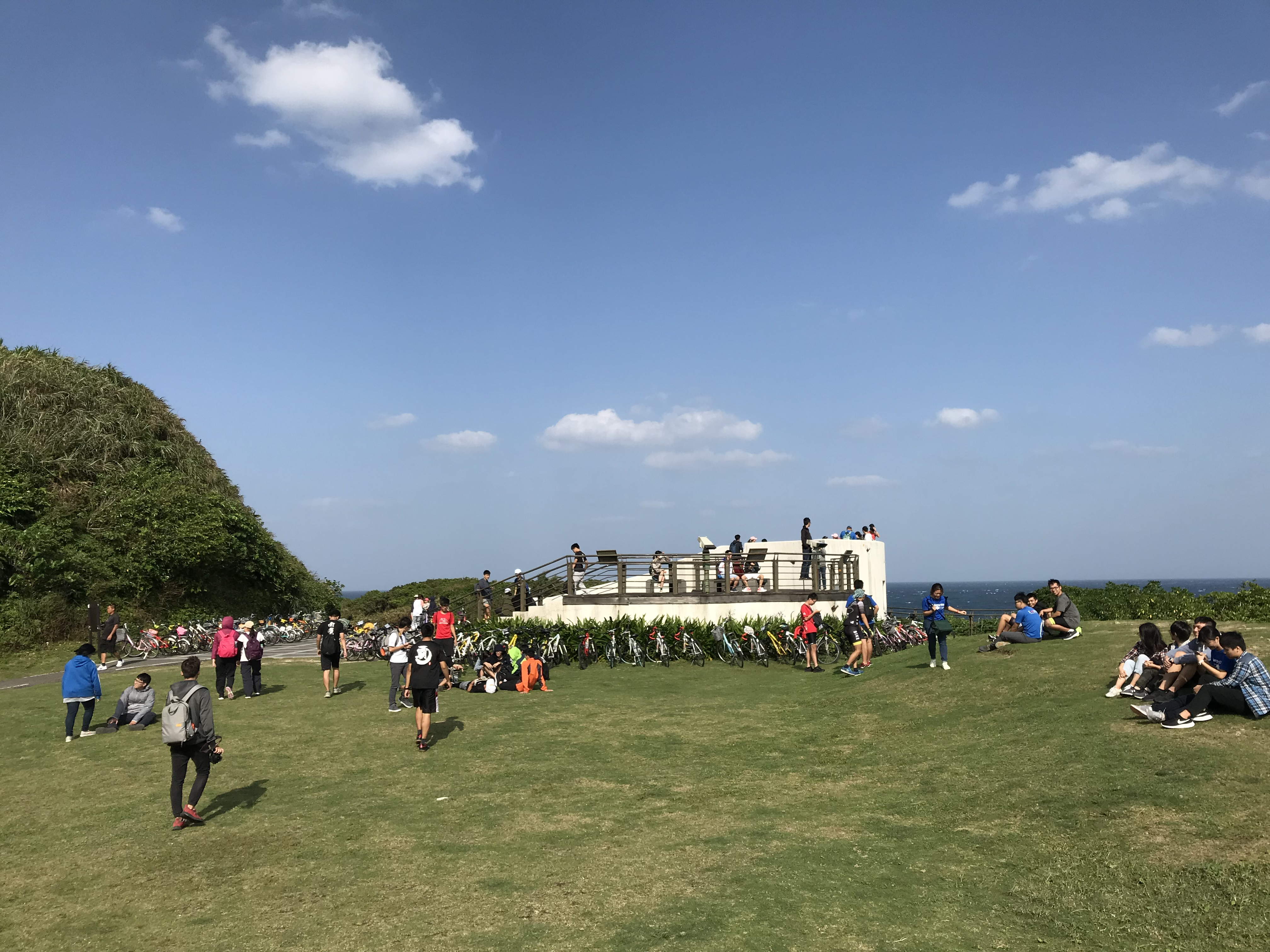
四角窟觀景台

- 東北角自行車道
- 三貂角燈塔
- 吳沙墓
- 東北角風景區
- 馬崗漁港
- 桃源谷
- 貢寮海洋音樂祭（位於福隆海水浴場）
- 豬灶溪
- 龍洞岩場
- 龍洞南口海洋公園
- 蕃薯寮山
- 魷魚公廟
- 福隆東興宮
- 靈鷲山無生道場
- 新北市立圖書館貢寮分館

- 卯澳漁港
- 卯澳石頭古厝建築（卯澳吳家樓仔厝等）
- 利洋宮
- 西靈巖寺
- 拉不拉多山
- 南子吝山
- 馬崗潮間帶
- 草嶺古道（途中有雄鎮蠻煙碑、虎字碑）
- 隆嶺古道
- 四角窟觀景台
- 澳底仁和宮
- 德心宮
- 貢寮新社慈仁宮
- 龍洞灣
- 龍洞灣岬步道
- 嶺頭觀日步道
- 鹽寮海濱公園（內有鹽寮抗日紀念碑）
- 灣坑頭山

- 貢寮卯澳漁村
- 2006年貢寮國際海洋音樂祭
- 草嶺古道虎字碑
- 四角窟觀景台

## 外部連結
- （繁體中文）新北市貢寮區公所 （页面存档备份，存于）
- （繁體中文）貢寮區衛生所 （页面存档备份，存于）